# Holoagriofit

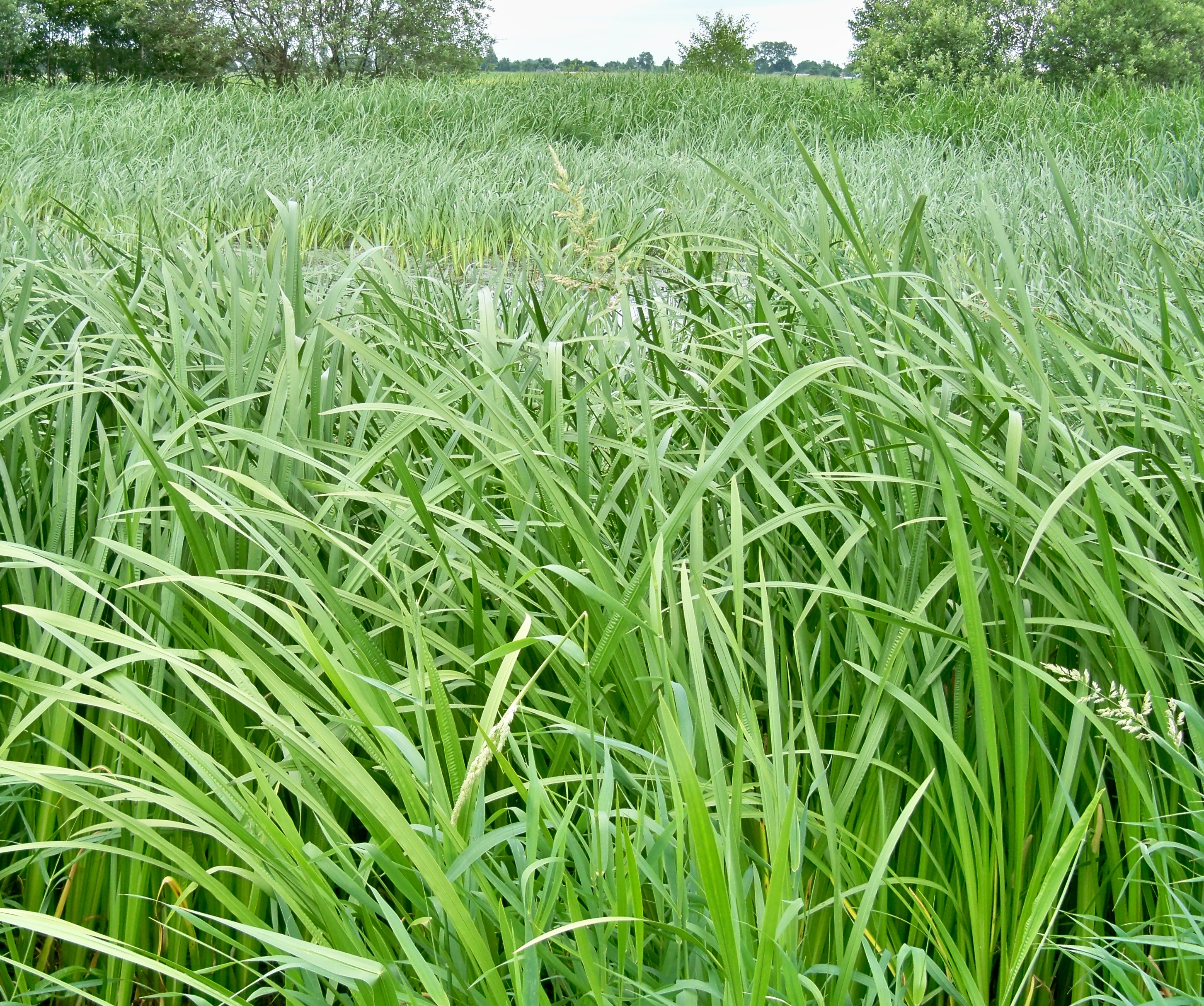
Tatarak zwyczajny – w Polsce holoagriofit często będący gatunkiem dominującym

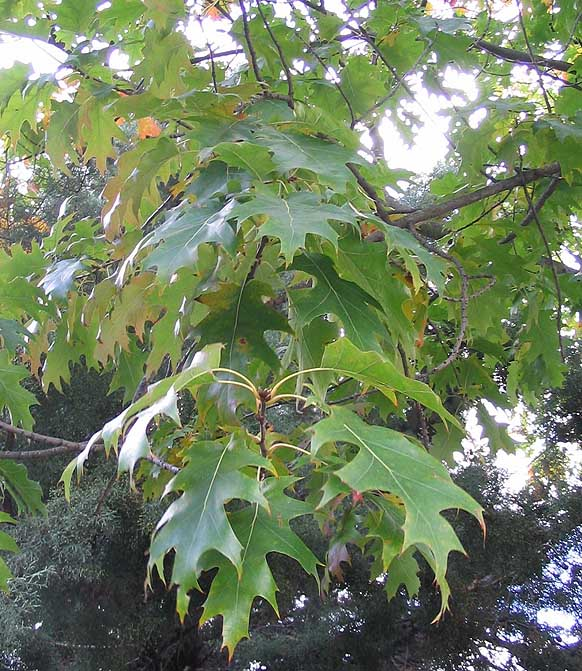
Dąb czerwony – agriofit pochodzenia północnoamerykańskiego, rozprzestrzeniający się w polskich lasach

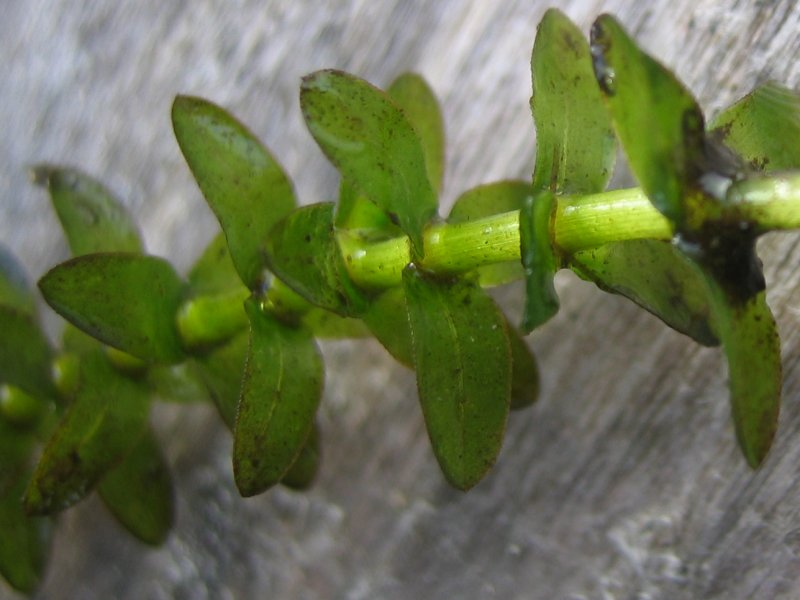
Moczarka kanadyjska – agriofit pospolicie występujący w polskich wodach, uciekinier z ogrodów botanicznych, skąd szybko rozprzestrzenił się na dużych obszarach Europy, Azji i Australii

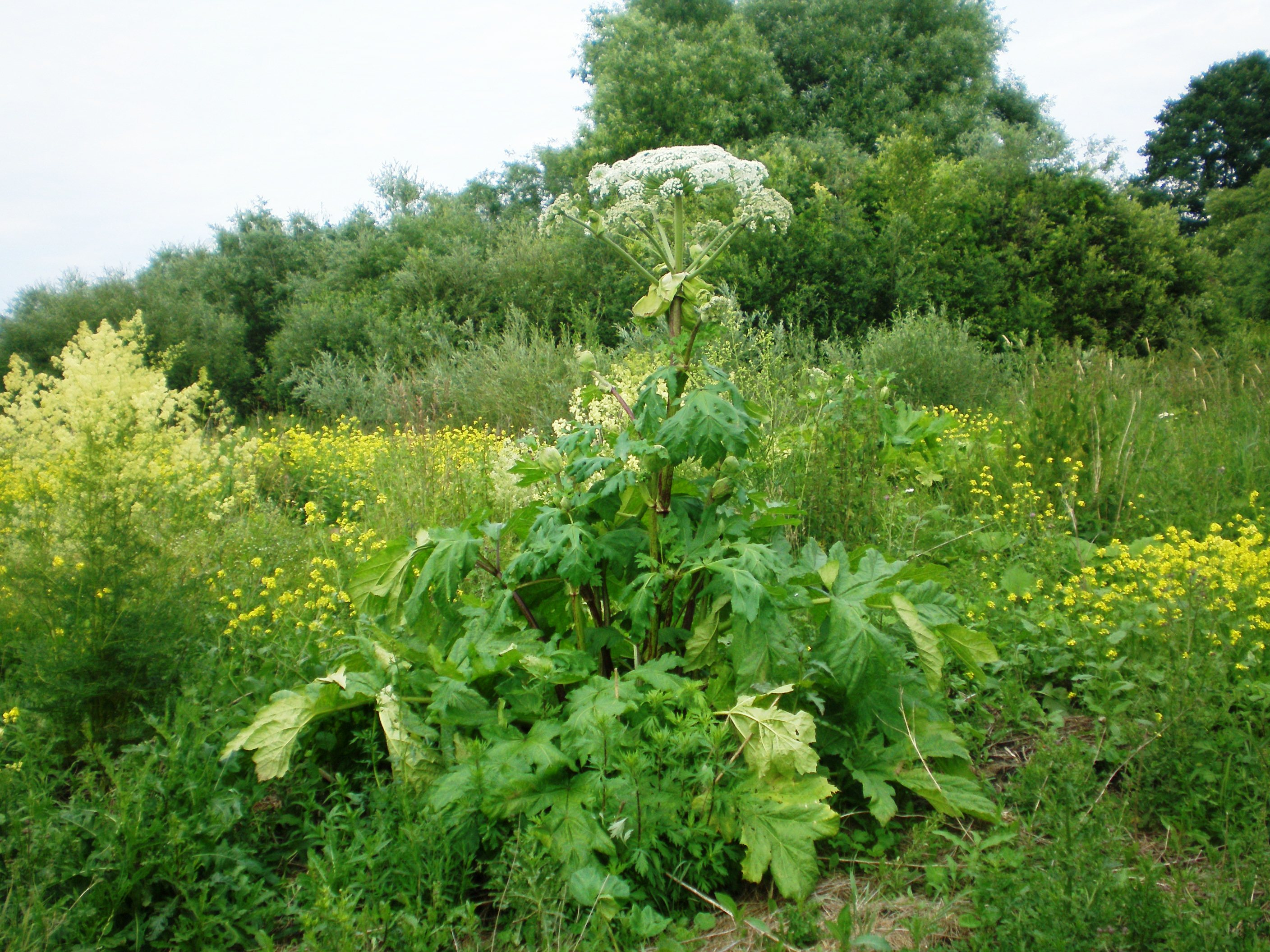
Barszcz Sosnowskiego stanowiący zagrożenie dla ludzi

Holoagriofit – roślina obcego pochodzenia (antropofit), która zdołała trwale się zadomowić na siedliskach naturalnych. Holoagriofity są jedną z trzech grup metafitów (pozostałe to epekofity i hemiagriofity). Czasami holoagriofity nazywane są agriofitami.
Holoagriofitami mogą być gatunki zawleczone przypadkowo, jak moczarka kanadyjska, lub świadomie wprowadzone do środowiska naturalnego (introdukowane), jak różanecznik alpejski. Niemal zawsze są to gatunki pochodzące z podobnych stref klimatycznych, łatwo więc aklimatyzujące się. W Polsce w grupie tej dominują gatunki pochodzące z Ameryki Północnej.

## Holoagriofity w Polsce
Według badań B. Tokarskiej-Guzik we florze Polski w 2005 r. było 300 gatunków metafitów. 
Do holoagriofitów w Polsce należą m.in. gatunki:
- aster lancetowaty (Aster lanceolatus)
- aster wierzbolistny (Aster salignus)
- barszcz Mantegazziego (Heracleum mantegazzianum)
- barszcz Sosnowskiego (Heracleum sosnovskyi)
- czeremcha amerykańska (Padus serotina)
- dąb czerwony (Quercus rubra)
- erechtites jastrzębcowaty (Erechtites hieracifolia)
- klon jesionolistny (Acer negundo)
- kolczurka klapowana (Echinocystis lobata)
- kroplik żółty (Mimulus guttatus)
- miecznica wąskolistna (Sisyrynchium angustifolium, S. bermudiana)
- moczarka kanadyjska (Elodea canadensis)
- nawłoć kanadyjska (Solidago canadensis)
- nawłoć późna (Solidago gigantea)
- nawłoć wąskolistna (Solidago graminifolia)
- niecierpek drobnokwiatowy (Impatiens parviflora)
- niecierpek gruczołowaty (Impatiens glandulifera)
- przymiotno białe (Erigeron annuus)
- przymiotno gałęziste (Erigeron ramosus)
- konyza kanadyjska (Conyza canadensis)
- rdestowiec ostrokończysty (Reynoutria sachalinensis)
- robinia akacjowa (Robinia pseudoacacia)
- rudbekia naga (Rudbeckia lacinata)
- sit chudy (Juncus tenuis)
- tatarak zwyczajny (Acorus calamus)
- tawuła kutnerowata (Spiraea tomentosa)
- uczep amerykański (Bidens frondosa)
- uczep zwodniczy (Bidens connata)
- wiesiołek dwuletni (Oenothera biennis)

## Znaczenie
Holoagriofity to gatunki obce najbardziej zagrażające rodzimym gatunkom flory. Niektóre z nich, zwane gatunkami inwazyjnymi, tak dobrze dostosowały się do warunków bytowych w Polsce, że całkowicie, lub w bardzo dużym stopniu wypierają gatunki rodzime z ich naturalnych siedlisk. Ma to szczególnie duże znaczenie na obszarach chronionych (parki narodowe, rezerwaty i inne). Niektóre stanowią zagrożenie dla zdrowia  człowieka lub są uciążliwe z różnych innych powodów. Podejmowane są w związku z tym różne działania, np.:
- zakaz wprowadzania gatunków obcych (w ustawie o ochronie przyrody),
- monitoring wybranych gatunków neofitów,
- usuwanie niektórych obcych gatunków ze środowiska – dotyczy to gatunków szkodliwych dla zdrowia człowieka (w Polsce np. barszcz Sosnowskiego) lub uciążliwych z innych powodów,
- usuwanie na obszarach chronionych najbardziej ekspansywnych kenofitów, np. rdestowców, niecierpków[2].